# Ensis (mollusque)
Pour les articles homonymes, voir Ensis.
Genre
Ensis est un genre de mollusques bivalves marins de taille moyenne et comestibles se rencontrant sur les littoraux et faisant partie de la famille des Pharidae. Ils sont communément appelés couteaux de par leur forme fuselée.
Les espèces du genre Ensis vivent dans le sable des plages et sont capables de s'enfouir très rapidement. La façon la plus simple de les capturer est de verser un peu de sel à l'entrée des cavités qu'ils creusent. Le couteau tentera alors d'échapper au sel en sortant de son trou au point qu'on peut ensuite le prendre par la coquille.

## Espèces
Selon ITIS :
- Ensis americanus (Gould, 1870)
- Ensis arcuatus (Jeffreys, 1865) - couteau arqué
- Ensis californicus Dall, 1899
- Ensis directus (Conrad, 1843) - couteau américain
- Ensis ensis (Linnaeus, 1758) - couteau-sabre
- Ensis magnus Schumacher, 1817
- Ensis minor Dall, 1900
- Ensis myrae S. S. Berry, 1953
- Ensis siliqua (Linnaeus, 1758) - couteau commun

Selon WRMS :
- Ensis californicus Dall, 1899
- Ensis directus (Conrad, 1843) - couteau américain
- Ensis ensis (Linnaeus, 1758) - couteau-sabre
- Ensis goreensis (Clessin, 1888)
- Ensis macha (Molina, 1782)
- Ensis magnus Schumacher, 1817 - synonyme actuel de Ensis arcuatus (Jeffreys, 1865) - couteau arqué
- Ensis megistus Pilsbry & McGinty, 1943
- Ensis minor (Chenu, 1843)
- Ensis myrae Berry, 1954
- Ensis nitidus (Clessin, 1888)
- Ensis siliqua (Linnaeus, 1758 - couteau commun
- Ensis tropicalis Hertlein & Strong, 1955